# Associazione Calcio Mantova 1984-1985
Questa voce raccoglie le informazioni riguardanti l'Associazione Calcio Mantova nelle competizioni ufficiali della stagione 1984-1985.

## Stagione
Nella stagione 1984-85 il Mantova disputa il girone B del campionato di Serie C2, con 36 punti in classifica si piazza in sesta posizione, il campionato è stato vinto con 45 punti dalla Virescit che è stata promossa in Serie C1 con il Trento, che ha vinto lo spareggio delle seconde a 44 punti con l'Ospitaletto (5-4) dopo i calci di rigore. Per i virgiliani un campionato a due facce, un ottimo girone di andata, chiuso al secondo posto con 21 punti, dietro al Novara, ed un girone di ritorno deludente, con una magra raccolta di 15 punti. La partenza è stata molto buona, poi qualcosa si rompe dopo la sconfitta di Lodi (1-0) alla nona giornata, il bravo allenatore Renzo Melani viene sostituito alla 13ª giornata da Franco Panizza a metà dicembre, ma il bel Mantova di inizio stagione resta solo un bel ricordo.
Miglior marcatore stagionale Bortolo Mutti con 13 reti in campionato. Nella Coppa Italia di Serie C la squadra virgiliana disputa il girone H di qualificazione, che promuove ai sedicesimi di finale la Centese per maggior numero di reti segnate a parità di differenza reti con il Mantova, entrambe prime con 7 punti, eliminate il Sassuolo ed il Modena.

## Rosa
| N. |                   | Ruolo | Calciatore         |
| -- | ----------------- | ----- | ------------------ |
|    | Italia (bandiera) | C     | Pierangelo Avanzi  |
|    | Italia (bandiera) | A     | Mirko Battistella  |
|    | Italia (bandiera) | C     | Walter Berlini     |
|    | Italia (bandiera) | C     | Gianni Bottaro     |
|    | Italia (bandiera) | P     | Nadir Brocchi      |
|    | Italia (bandiera) | D     | Roberto Caprara    |
|    | Italia (bandiera) | D     | Nicola Cassa       |
|    | Italia (bandiera) | D     | Sauro Catellani    |
|    | Italia (bandiera) | D     | Carlo Cesario      |
|    | Italia (bandiera) | C     | Lorenzo Garavaglia |
|    | Italia (bandiera) | A     | Oriano Grop        |
|    | Italia (bandiera) | C     | Livio Manzin       |

| N. |                   | Ruolo | Calciatore          |
| -- | ----------------- | ----- | ------------------- |
|    | Italia (bandiera) | C     | Silvano Mazzi       |
|    | Italia (bandiera) | D     | Daniele Merlin      |
|    | Italia (bandiera) | A     | Bortolo Mutti       |
|    | Italia (bandiera) | D     | Orazio Nodale       |
|    | Italia (bandiera) | A     | Mario Palazzi       |
|    | Italia (bandiera) | C     | Nicola Pasolini     |
|    | Italia (bandiera) | C     | Davide Raimondi     |
|    | Italia (bandiera) | A     | Gaetano Salvi       |
|    | Italia (bandiera) | P     | Andrea Sardini      |
|    | Italia (bandiera) | D     | Domenico Stallone   |
|    | Italia (bandiera) | C     | Massimo Tassara     |
|    | Italia (bandiera) | C     | Giampaolo Zaccheddu |

## Risultati

### Serie C2

#### Girone di andata
| Arbitro: | Di Savino (Foggia) |

|                       |           |           |
| Cassa 42’ Palazzi 85’ | Marcatori | 58’ Ciani |

| Arbitro: | Ingargiola (Marsala) |

|  |           |           |
|  | Marcatori | 83’ Mutti |

| Mantova 7 ottobre 1984 3ª giornata | Mantova     | 0 – 0 | Ospitaletto | Stadio Danilo Martelli\| Arbitro: \| Novi (Pisa) \| |
| Arbitro:                           | Novi (Pisa) |       |             |                                                     |

| Crema 14 ottobre 1984 4ª giornata | Pergocrema        | 0 – 0 | Mantova | Stadio Giuseppe Voltini\| Arbitro: \| Mellino (Crotone) \| |
| Arbitro:                          | Mellino (Crotone) |       |         |                                                            |

| Arbitro: | Sanguineti (Chiavari) |

|                  |           |  |
| Mutti 45’ (rig.) | Marcatori |  |

| Arbitro: | Lasala (Roma) |

|  |           |              |
|  | Marcatori | 4’ Zaccheddu |

| Arbitro: | Betti (Siena) |

|                |           |  |
| Antoniazzi 57’ | Marcatori |  |

| Arbitro: | Ruffinengo (Savona) |

|                     |           |  |
| Solfrini 81’ (aut.) | Marcatori |  |

| Arbitro: | Scalcione (Matera) |

|              |           |  |
| Biolcati 73’ | Marcatori |  |

| Arbitro: | Creati (Acireale) |

|                 |           |                          |
| Maffioletti 48’ | Marcatori | 50’ Balacich 62’ Scienza |

| Arbitro: | De Santis (Treviso) |

|                       |           |                |
| Betz 13’ Labadini 78’ | Marcatori | 85’, 89’ Mutti |

| Arbitro: | Monni (Sassari) |

|                               |           |                          |
| Vitillio 19’ (aut.) Salvi 63’ | Marcatori | 36’ Antelmi 55’ Casalino |

| Arbitro: | Della Rovere (Torino) |

|                          |           |                    |
| Pozzobon 40’ Borgato 76’ | Marcatori | 3’ Salvi 60’ Mutti |

| Arbitro: | Barbaraci (Cagliari) |

|                       |           |                 |
| Salvi 84’ (rig.), 88’ | Marcatori | 65’ (rig.) Gino |

| Arbitro: | Sanguineti (Chiavari) |

|                   |           |  |
| Simonini 37’, 61’ | Marcatori |  |

| Arbitro: | Gava (Conegliano) |

|                     |           |  |
| Mutti 2’ Avanzi 31’ | Marcatori |  |

| Arbitro: | Falca (Pinerolo) |

|  |           |                |
|  | Marcatori | 77’ Garavaglia |

#### Girone di ritorno
| Gorizia 3 febbraio 1985 18ª giornata | Gorizia             | 0 – 0 | Mantova | Stadio Campagnuzza\| Arbitro: \| Conforti (Macerata) \| |
| Arbitro:                             | Conforti (Macerata) |       |         |                                                         |

| Arbitro: | Di Savino (Foggia) |

|            |           |  |
| Avanzi 61’ | Marcatori |  |

| Arbitro: | Rosati (Empoli) |

|                              |           |           |
| Masuero 54’ Mazzucchelli 68’ | Marcatori | 20’ Cassa |

| Arbitro: | Calabretta (Catanzaro) |

|           |           |             |
| Mutti 13’ | Marcatori | 69’ Cerrone |

| Mira 3 marzo 1985 22ª giornata | Mira              | 0 – 0 | Mantova | Stadio Valmarana\| Arbitro: \| Gargiulo (Napoli) \| |
| Arbitro:                       | Gargiulo (Napoli) |       |         |                                                     |

| Arbitro: | Caprini (Perugia) |

|               |           |                 |
| Zaccheddu 65’ | Marcatori | 4’, 71’ Capuzzo |

| Arbitro: | Della Rovere (Torino) |

|                                     |           |  |
| Garavaglia 46’ Zaccheddu 74’ (rig.) | Marcatori |  |

| Arbitro: | Lombardi (La Spezia) |

|           |           |  |
| Prima 78’ | Marcatori |  |

| Arbitro: | Mazzetti (Firenze) |

|                                   |           |           |
| Grop 10’ Mutti 24’ Garavaglia 28’ | Marcatori | 73’ Tatti |

| Arbitro: | Di Gennaro (Ercolano) |

|             |           |  |
| Scienza 46’ | Marcatori |  |

| Arbitro: | Lasala (Roma) |

|            |           |  |
| Merlin 68’ | Marcatori |  |

| Arbitro: | Mariotti (Pontedera) |

|            |           |  |
| Farina 55’ | Marcatori |  |

| Arbitro: | Carrubba (Siracusa) |

|               |           |  |
| Mutti 1’, 15’ | Marcatori |  |

| Arbitro: | Copercini (Parma) |

|               |           |  |
| Cristiano 68’ | Marcatori |  |

| Arbitro: | Cerina (Cagliari) |

|          |           |               |
| Mutti 7’ | Marcatori | 81’ Fortunato |

| Arbitro: | Felicani (Bologna) |

|                                                |           |                |
| Luterotti 8’ (rig.) Gabrielli 23’ Lo Manno 59’ | Marcatori | 24’, 80’ Mutti |

| Mantova 9 giugno 1985 34ª giornata | Mantova              | 0 – 0 | Montebelluna | Stadio Danilo Martelli\| Arbitro: \| Bonazza (Monfalcone) \| |
| Arbitro:                           | Bonazza (Monfalcone) |       |              |                                                              |

### Coppa Italia Serie C

#### Fase eliminatoria a gironi
| Mantova 22 agosto 1984 1ª giornata | Mantova | 1 – 0 | Sassuolo | Stadio Danilo Martelli |

| Cento 26 agosto 1984 2ª giornata | Centese | 0 – 0 | Mantova | Stadio Loris Bulgarelli |

| Modena 2 settembre 1984 3ª giornata | Modena | 1 – 1 | Mantova | Stadio Alberto Braglia |

| Sassuolo 5 settembre 1984 4ª giornata | Sassuolo | 2 – 1 | Mantova | Stadio Enzo Ricci |

| Mantova 9 settembre 1984 5ª giornata | Mantova | 0 – 0 | Centese | Stadio Danilo Martelli |

| Mantova 16 settembre 1984 6ª giornata | Mantova | 1 – 0 | Modena | Stadio Danilo Martelli |